# Évêché titulaire de Zallata
Zallata est le nom d'un diocèse de l'église primitive aujourd'hui désaffecté.
Son nom est utilisé comme siège titulaire pour un évêque chargé d'une autre mission que la conduite d'un diocèse contemporain.

## Situation géographique
Ce diocèse était situé en Maurétanie Sitifienne, dans l'actuelle Algérie.

## Liste des évêques contemporains titulaires de ce diocèse
| Début      | Fin        | Nat.       | Nom                                  | Fonction exercée                                     |
| ---------- | ---------- | ---------- | ------------------------------------ | ---------------------------------------------------- |
| 31/12/1965 | 05/08/1971 | Italie     | Mgr Amilcare Pasini (it)             | Administrateur apostolique de Parme                  |
| 15/02/1975 | 02/09/1980 | Brésil     | Mgr Edvaldo Gonçalves Amaral         | Évêque auxiliaire d'Aracaju                          |
| 30/04/1981 | 19/12/1990 | Italie     | Mgr Renato Corti                     | Évêque auxiliaire de Milan                           |
| 17/02/2000 | 19/03/2003 | Gabon      | Mgr Mathieu Madega Lebouankehan (de) | Évêque auxiliaire de Libreville                      |
| 15/04/2003 | 27/08/2011 | France     | Mgr Thierry Brac de La Perrière      | Évêque auxiliaire de Lyon                            |
| 12/05/2012 | 13/03/2019 | Brésil     | Mgr Luiz Henrique da Silva Brito     | Évêque auxiliaire de São Sebastião do Rio de Janeiro |
| 08/07/2019 |            | Madagascar | Mgr Jean Pascal Andriantsoavina      | Évêque auxiliaire d'Antananarivo                     |

## Sources
- (en) Fiche sur le site catholic-hierarchy.org